# Кропив'янка садова
Кропи́в'янка садо́ва, сла́вка садо́ва (Sylvia borin) — невеликий птах родини кропив'янкових. В Україні звичайний гніздовий, перелітний вид.

## Опис

### Морфологічні ознаки

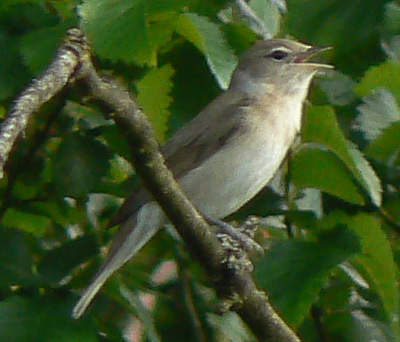
Співаючий самець, Англія

Невеликий птах, розміром приблизно з горобця. Маса тіла 19-20 г, довжина тіла близько 14 см. Дорослий птах зверху сірувато-бурий, з оливковим відтінком; боки шиї сіруваті; низ сірувато-білий, з вохристим відтінком на волі і боках тулуба; махові і стернові пера бурі; дзьоб зверху темно-бурий, знизу світліший; ноги темно-сірі. Молодий птах схожий на дорослого, але зверху буріший; низ світліший; на боках шиї сірого кольору нема. Від інших кропив'янок відрізняється однотонним забарвленням верху і піснею.

### Звуки
Пісня — мелодійні трелі і свист, але без флейтового закінчення, як у чорноголової кропив'янки: поклик — дещо гугняве «чек — чек — чек».

## Поширення
Гніздиться по всій Європі та південних областях Західного Сибіру. В Україні гніздиться в лісовій і лісостеповій смугах, а також на значній частині степової смуги; мігрує на всій території. Перелітний птах. Зимує в тропічній і південній Африці.

## Місця існування
Мешкає найчастіше серед заростів кущів по долинах річок, на заболочених землях, а також у заплавних лісових насадженнях. Найбільш охоче заселяє зарості верби, куртини кущів, віддаючи перевагу затіненим ділянкам із добре розвиненим травостоєм. Серед лісових місць існування віддає перевагу багатоярусним листяним лісам (вільшняки, діброви) із розвиненим підліском, заростями папоротей, де тримається біля галявин, на узліссях. Оселяється також на заростаючих вирубках. Нерідко гніздиться в зелених насадженнях культурного ландшафту — листяних парках і скверах, садах.

## Чисельність
Досить численний вид, чисельність в Європі оцінена в 17—31 млн пар, в Україні — 460–670 тис. пар. Розмір популяції наприкінці ХХ ст. оцінювали як стабільний; проте за останніми даними чисельність скорочується.

## Розмноження

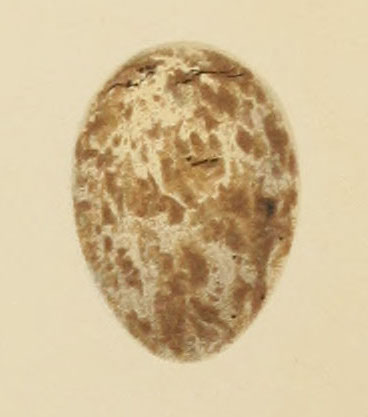
Рисунок яйця

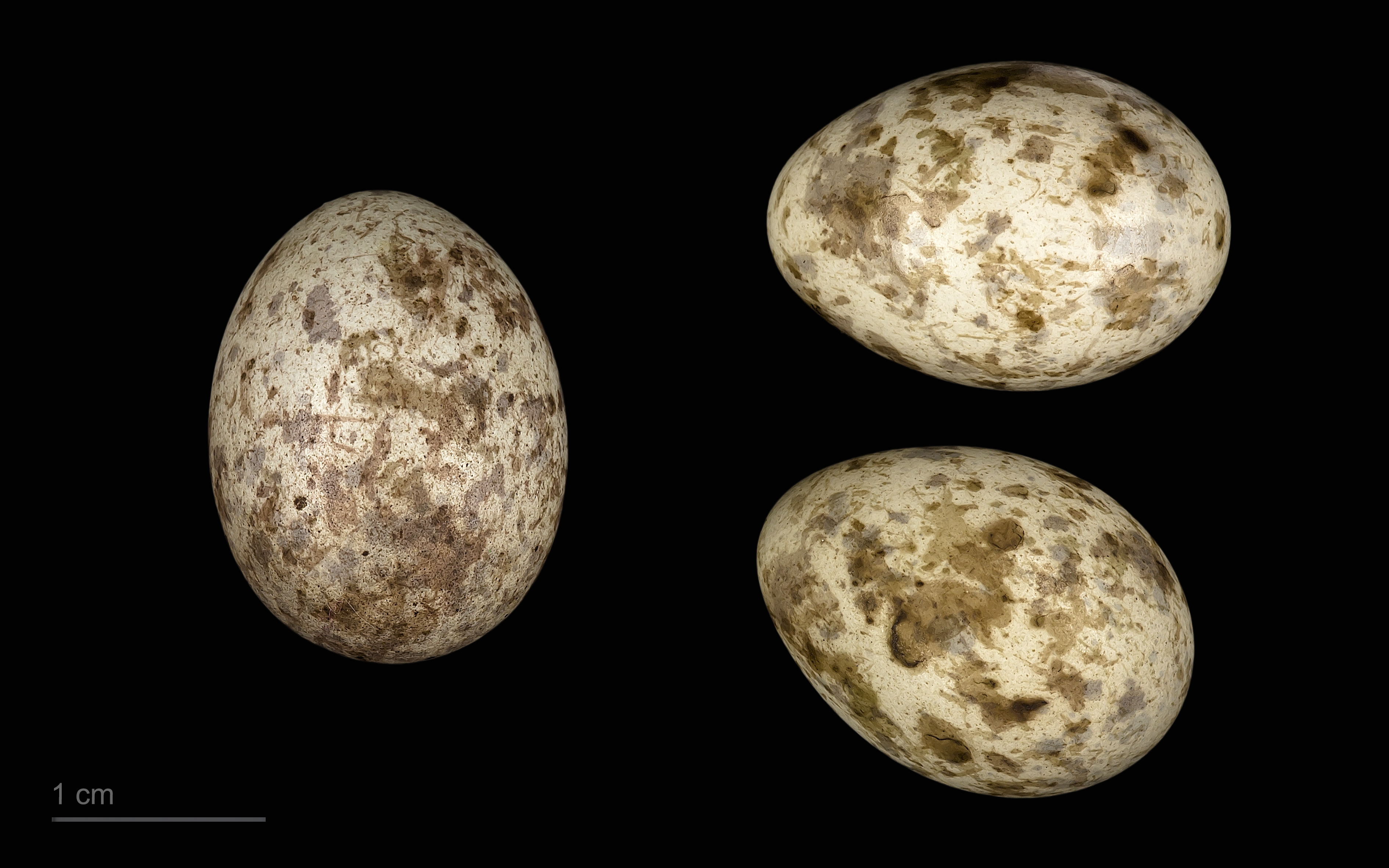
Яйце зозулі звичайної та кропив'янки садової, Тулузький музей

Гніздиться окремими парами. Гніздо влаштовує на кущі або на молодому деревці розгалуженні або лутовці гілок частіше за все на малині, вільсі, смородині, бузині, ялівці на висоті 0,2-1,5 м. Нерідко влаштовує його в кропиві та інших високих травах, серед молодої деревної порості майже біля землі. В усіх випадках воно не прикріплюється до оточуючих стебел або гілок, а просто затиснуте між ними та являє собою пухку споруду у вигляді неглибокої чашечки з потовщеними краями, що часто просвічується. Будівельним матеріалом слугують переважно сухі і легкі стебла і листя злаків, зонтичних рослин. Внутрішня частина гнізда і лоток вистелені тонкими гнучкими травинками, іноді з домішкою волосся. У культурному ландшафті в гніздах можна виявити уривки синтетичних волокон та навіть тонкий мідний дріт. Висота гнізда 5,5-10,0, діаметр гнізда 8,5-16,5, глибина лотка 3,5-6,5, діаметр лотка 6,0-6,8 см.
У кладці зазвичай 5, нерідко 4, зрідка 3 або 6 яєць. Забарвлення основного тону їх варіює від білуватого, жовтувато-білого до вохристого, поверхневих плям — від світло- до темно-коричневого, глибокі плями сірого кольору. Середні розміри яєць: 19,94×14,88 мм. Відкладання яєць триває у другій декаді травня — першій декаді червня. Протягом року буває один виводок. Насиджує кладку тільки самка протягом 11-12 діб.

## Живлення
Садова кропив'янка живиться переважно комахами, яких ловить на траві, листях, гілках дерев; споживає також ягоди.

## Охорона
Перебуває під охороною Бернської конвенції.